# Rush (Nowy Jork)
Rush – miasto w Stanach Zjednoczonych, w stanie Nowy Jork, w hrabstwie Monroe.